# Threads (socialt netværk)
Threads er et socialt netværk, der ejes og drives af Meta Platforms. Appen giver brugere mulighed for at poste og dele tekst, billeder og videoer samt interagere med andre brugeres opslag.
Tjenesten er blevet kaldt en "konkurrent til Twitter". Twitters ejer Elon Musk har flere gange truet med at sagsøge Meta Platforms for at kopiere virksomhedens forretningshemmeligheder og andre fortrolige oplysninger, der angiveligt blev lækket efter at Meta rekrutterede tidligere personale fra Twitter. Meta Platforms har dog afvist beskyldningerne.

## Historie
Efter Elon Musks opkøb af Twitter i oktober 2022 udforskede medarbejderene hos Meta Platforms konceptet med at introducere tekstbaseret funktionalitet til Instagram. Denne funktion, der blev kendt som Instagram Notes, blev rullet ud i december 2022. Meta begyndte efterfølgende at udvikle en separat app med fokus på tekstbaserede indlæg.
Projektudviklingen af Threads som først var kendt under navnet "Project 92", startede i januar 2023, hvor platformen officielt blev lanceret den 5. juli samme år. Ved lanceringen blev Threads den hurtigst voksende applikation nogensinde efter at have fået 30 millioner brugere i løbet af de første 16 timer. Over 100 millioner brugere blev registreret i løbet af de første fem dage, hvilket overgik rekorden som tidligere blev sat af ChatGPT. I december 2023 blev appen tilgængelig i Danmark.